# Merrill D. Peterson
Merrill Daniel Peterson (31 mars 1921 – 23 septembre 2009) est un historien américain et professeur à l'Université de Virginie. Il est l'éditeur de l'édition Library of America des écrits sélectionnés de Thomas Jefferson. Peterson a écrit plusieurs livres sur Jefferson, dont The Jefferson Image in the American Mind (Oxford University Press, 1960 et Thomas Jefferson and the New Nation (Oxford University Press, 1970).

## Biographie
Merrill D. Peterson est né à Manhattan, Kansas, son père est pasteur baptiste. Ses parents divorcent alors qu'il était en troisième année d'études et sa mère dirige ensuite une pension.
Après avoir passé deux ans à l'Université d'État du Kansas, Peterson obtient son baccalauréat à l'Université du Kansas, puis son doctorat en histoire de la civilisation américaine à l'Université Harvard.
Après avoir enseigné à Brandeis et Princeton, Peterson est embauché pour enseigner à l'Université de Virginie, où il reste toute sa carrière. Il y succède au grand biographe de Jefferson, Dumas Malone, et devient finalement professeur d'histoire à la Fondation Thomas Jefferson.

## Travaux
Son premier livre, The Jefferson Image in the American Mind (Oxford University Press, 1960) est tiré de sa thèse et remporte le prix Bancroft d'histoire en 1961. Peterson évalue ce que l'histoire a fait de Thomas Jefferson. À la fin d'une décennie, il publie une longue biographie en un volume, Thomas Jefferson and the New Nation (Oxford University Press, 1970), qu'il considère comme son livre le plus important. Son Lincoln in American Memory de 1994 est écrit dans le même esprit que son premier livre sur Jefferson. Il est finaliste pour le prix Pulitzer de biographie en 1995.
Il publie aussi des travaux sur John Brown, le président Woodrow Wilson et le biographe de Wilson, Ray Stannard Baker. Peterson édite plusieurs anthologies des écrits de Jefferson. En 1988, Peterson publie un autre ouvrage marquant, The Great Triumvirate: Webster, Clay, and Calhoun (Oxford University Press), une biographie commune de Henry Clay, Daniel Webster et John C. Calhoun.